# Kapitalgevinst
Kapitalgevinst er et økonomisk koncept, der er defineret som profit tjent ved salg af et aktiv, der er steget i værdi over en periode. Et aktiv kan inkludere material ejendom, f.eks. en bil, et hus eller en virksomhed, eller immateriel ejendom som aktiekapital.
En kapitalgevinst er kun tilgængelig, når salgsprisen for aktivet er større end indkøbsprisen. Såfremt at salgsprisen er større end salgsprissen fås et kapitaltab. Kapitalgevinst bliver ofte beskattet, mens skattefritagelse kan variere fra land til land. Kapitalgevinstens historie kan føres tilbage til starten på det moderne økonomiske system, og dens udvikling er blevet beskrevet som kompleks og flerdimensionel af forskellige økonomiske tænkere. Konceptet kapitalgevinst kan betragtes som værende sammenlignelig med andre økonomiske nøglebegreber som profit og afkast, men det særlige ved kapitalgevinst er, at individer og ikke kun virksomheder kan akkumulere kapitalgevinst igennem anskaffelser og afståelse af aktiver.
| Økonomi | Spire Denne artikel om økonomi er en spire som bør udbygges. Du er velkommen til at hjælpe Wikipedia ved at udvide den. |